# Скаппини, Мауро
Ма́уро Скаппи́ни (итал. Mauro Scappini; род. 19 июня 1956, Дезенцано-дель-Гарда, Ломбардия, Италия) — итальянский флейтист-исполнитель и педагог.

## Биография
Родился в городке Дезенцано-дель-Гарда, итальянской провинции Брешиа. Его музыкальный путь начался там же в возрасте 12 лет в городском духовом оркестре, где он изучал азы музыкальной науки у маэстро Луиджи Антониоли и игры на инструменте у флейтиста Лоренцо Лоро, в то время студента Консерватории им. Э. Ф. Даль Абако в Вероне и уже около 40 лет 1-го флейтиста оркестра крупнейшего в мире оперного концерна «Арена ди Верона».
В 1980 году Мауро Скаппини с отличием закончил Консерваторию Брешиа под руководством маэстро Бруно Кавалло (1-я флейта театра «Ла Скала»). В период учёбы, в 1978—79 годах прошёл курсы повышения исполнительского мастерства в Международной летней академии в Ницце у Ж. П. Рампаля, А. Мариона и А. Адорьяна.
Утвердившись на многих национальных и международных исполнительских конкурсах, в 1980 году стал победителем престижного Конкурса флейтистов им. Ф. Чилеа в Палми и в том же году занял место первого флейтиста в миланском оркестре «Angelicum» (сейчас — «Milano Classica»).
Сотрудничал с такими крупнейшими национальными оперными и филармоническими оркестрами, как оркестр театра «Ла Скала», «Filarmonica della Scala», камерный оркестр «Milano Classica», оркестр «I pomeriggi musicali» под руководством всемирно известных маэстро: Риккардо Мути, Джанандреа Гаваццени, Жорж Претр, Умберто Бенедетти Микеланджели, Джеффри Тейт, Пауль Бадура-Шкода, Игорь Ойстрах, Никша Бареза, Лев Маркиз, Дэвид Робертсон.
Выступал с сольными концертами в сопровождении как фортепиано, так и оркестра по всей Италии, в странах Европы и Востока, в США, повсеместно встречая одобрение со стороны слушателей и критиков. В посвящённых ему рецензиях постоянно подчёркивается особый дар выразительности, в основе которой — совершенная красота звучания и естественность фразировки. Швейцарская газета «La Suisse» писала: «…у него элегантная манера, чистая игра, чувство оттенков стиля и произведения. И мы наслаждаемся его интерпретациями и задорной радостью, которую он даёт…» Гибкий и универсальный исполнитель, он всегда ценил различные музыкальные жанры нашего времени, создавая музыку и тексты.

«Трио дель Гарда» слева направо: Бруно Ригетти (кларнет), Эрос Розелли (гитара), Мауро Скаппини (флейта)

Его исследования и интерес распространился также на музыку XVIII века, что привело его к исполнению на старинной барочной флейте траверсо, специализацию по которой он прошёл под руководством маэстро Марчелло Кастеллани в Консерватории им. Э. Ф. Даль Абако в Вероне, которую он блестяще окончил в 1999 году.
В 2006 году вместе с гитаристом Эросом Розелли и кларнетистом Бруно Ригетти создал камерный ансамбль «Трио дель Гарда» с целью популяризации и повышения интереса к репертуару для не совсем обычного инструментального состава, используя собственные транскрипции произведений разных музыкальных жанров и способствуя созданию оригинальных композиций. Также играет в ансамбле с арфой.
Является преподавателем по классу флейты Консерватории им. Л. Маренцио в Брешии.
С 1980 года проживает в Сояно-дель-Лаго вблизи озера Гарда с супругой Грациэллой и дочерью Эленой.

## Педагогическая деятельность
М. Скаппини преподавал по классу флейты в следующих консерваториях:
- им. А. Бойто (Парма) ,
- им. Ф. Бонпорти (Тренто) Архивная копия от 28 сентября 2011 на Wayback Machine,
- им. Ф. Чилеа (Реджо-ди-Калабрия),
- им. Дж. Ф. Гедини (Кунео),
- им. Л. Маренцио (Брешиа)

## Дискография
- G. Paisiello: Sei Divertimenti per flauto, violino, viola e violoncello. (Sipario Dischi CS C24C)
- Musiche Francesi per flauto e pianoforte Hue, Franck, S.Saens, Borne/Bizet. (Biesse records)
- Napoli, per flauto e chitarra: musiche di Carulli, Giuliani, Rendine (Thymallus THYM 103)
- A. Diabelli «Tre Serenate per flauto, clarinetto e chitarra» (ASV CDQS6248)
- J. Kreutzer trio op.16 e op.3 n° 9 (Bayer RecordsBR 100 343)
- G. Paisiello «Chamber Music for winds» (Bayer RecordsBR 100 361)
- Guida allo Studio «Flauto per Principianti» di Trevor Wye (Progetti Sonori PM0006)
- Guida allo Studio «Gariboldi 58 esercizi per flauto» (Progetti Sonori PM0013)
- Mediterraneo «Trio del Garda» (Fuorirotta Records)
- Emozioni «Trio del Garda» (Fuorirotta Records)
- Sentimental Melodies «Trio del Garda» (Fuorirotta Records)

## Победы на конкурсах
- 1978, Международный конкурс флейтистов, 1 место
- 1980, Конкурс им. Ф. Чилеа в Палми, 1 место
- В 1980 году победил на конкурсе на место 1-го флейтиста оркестра «Angelicum» в Милане,
- а в 1981 году — на конкурсе на место 1-го флейтиста Оркестра им. Гайдна Больцано и Тренто

## Публикации, сочинения и транскрипции
- Дидактическая серия «Мои первые учителя» («I miei primi Maestri») (CD и учебное пособие, издательство «Progetti Sonori», www.progettisonori.it):

Путеводитель по учебному пособию «58 этюдов Гарибольди для флейты»,

Путеводитель по учебному пособию «Флейта для начинающих» Тревора Уай.
- «Варьированная тема» для флейты и гитары (издательство «Sconfinarte», www.edizionisconfinarte.com)
- Соната для флейты, кларнета и гитары (издательство «Fuorirotta»)
- «Швейцарский пастух» П.Морлакки (транскрипция для 4-х флейт, издательство «Eufonia», www.edizionieufonia.it)
- «Соната in Do» Г. Доницетти (транскрипция для 4-х флейт, издательство «Eufonia», www.edizionieufonia.it)